# Ломпари (Казерта)
Ломпари је насеље у Италији у округу Казерта, региону Кампанија.
Према процени из 2011. у насељу је живело 14 становника. Насеље се налази на надморској висини од 203 м.